# Setmana Catalana
La Setmana Catalana de Ciclisme (it. "Settimana Catalana di Ciclismo") era una corsa a tappe maschile di ciclismo su strada, organizzata con cadenza annuale dal 1963 al 2005 in Catalogna, comunità autonoma della Spagna.

## Storia
La prova nacque nel 1963 su iniziativa del presidente della Federazione catalana di ciclismo Albert Assalit allo scopo di raggruppare in un'unica "challenge" alcune corse in linea che si disputavano normalmente nel mese di marzo in Catalogna, promuovendone inoltre di nuove. La prima edizione della prova, intitolata "Challenge Drink" per esigenze di sponsor, si tenne dal 13 al 24 marzo 1963 e fu composta dalle seguenti cinque corse: Trofeo Doctor Assalit, Trofeo Jaumendreu, Trofeo Masferrer, Trofeo Nicolau Casaus e Gran Premio Drink. La classifica fu stilata a punti e il primo vincitore fu José Pérez Francés. Dal 1964 le corse si tennero in giornate consecutive; negli anni comparvero nuove corse (tra cui il Trofeo Marià Cañardo), mentre altre vennero escluse dal challenge. La classifica divenne a tempi nel 1968, quando la prova divenne a tutti gli effetti una corsa a tappe.
Negli anni la prova, passata sotto l'organizzazione dell'Esport Ciclista Barcelona e divenuta classico appuntamento di fine marzo del calendario internazionale, fu vinta da campioni come Luis Ocaña (1969, 1973), Raymond Poulidor (1971), Joop Zoetemelk (1974), Eddy Merckx (1975, 1976), Freddy Maertens (1977), Claude Criquielion (1979), Sean Kelly (1988), Stephen Roche (1991), Alex Zülle (1992, 1996), Pedro Delgado (1993) e Laurent Jalabert (1999, 2000).
Nel 2005 la Setmana Catalana venne inserita nel calendario dello UCI Europe Tour come prova di classe 2.HC, e vinta da un ventiduenne Alberto Contador. Nel 2006 fu invece cancellata per motivi economici, e poi mai più organizzata.

## Albo d'oro
Aggiornato all'edizione 2005.
| Anno | Vincitore                | Secondo                     | Terzo                    |
| ---- | ------------------------ | --------------------------- | ------------------------ |
| 1963 | José Pérez Francés       | Antonio Suárez              | Fernando Manzaneque      |
| 1964 | José Pérez Francés       | José Segú                   | Eusebio Vélez            |
| 1965 | José Luís Talamillo      | Antonio Bertrán             | Gregorio San Miguel      |
| 1966 | José López Rodríguez     | Antonio Gómez del Moral     | José Manuel Lasa         |
| 1967 | Domingo Perurena         | Jaime Alomar                | José Pérez Francés       |
| 1968 | Mariano Díaz             | Luis Pedro Santamarina      | Eusebio Vélez            |
| 1969 | Luis Ocaña               | José Antonio González       | Dino Zandegù             |
| 1970 | Italo Zilioli            | Raymond Poulidor            | Luis Ocaña               |
| 1971 | Raymond Poulidor         | Gösta Pettersson            | Luis Ocaña               |
| 1972 | Miguel María Lasa        | Raymond Poulidor            | Jesús Manzaneque         |
| 1973 | Luis Ocaña               | Eddy Merckx                 | Herman Van Springel      |
| 1974 | Joop Zoetemelk           | Eddy Merckx                 | Joaquim Agostinho        |
| 1975 | Eddy Merckx              | Luis Ocaña                  | Joop Zoetemelk           |
| 1976 | Eddy Merckx              | Gonzalo Aja                 | Giuseppe Perletto        |
| 1977 | Freddy Maertens          | Joseph Bruyère              | Michel Pollentier        |
| 1978 | Enrique Cima             | Miguel María Lasa           | Pedro Vilardebo          |
| 1979 | Claude Criquielion       | Faustino Rupérez            | Felipe Yáñez             |
| 1980 | Non disputata            | Non disputata               | Non disputata            |
| 1981 | Sven-Åke Nilsson         | Vicente Belda               | Alberto Fernández Blanco |
| 1982 | Jostein Wilmann          | Theo de Rooij               | Tommy Prim               |
| 1983 | Alberto Fernández Blanco | Faustino Rupérez            | Reimund Dietzen          |
| 1984 | Phil Anderson            | Reimund Dietzen             | Eduardo Chozas           |
| 1985 | Josep Recio              | Phil Anderson               | Felipe Yáñez             |
| 1986 | Felipe Yáñez             | Jean-Claude Bagot           | Guido Winterberg         |
| 1987 | Vicent Belda             | Peter Hilse                 | Miguel Indurain          |
| 1988 | Sean Kelly               | Anselmo Fuerte              | Iñaki Gastón             |
| 1989 | Reimund Dietzen          | Pedro Delgado               | Pedro Saúl Morales       |
| 1990 | Iñaki Gastón             | Tony Rominger               | Raúl Alcalá              |
| 1991 | Stephen Roche            | Anselmo Fuerte              | Joaquín Llach            |
| 1992 | Alex Zülle               | Iñaki Gastón                | Raúl Alcalá              |
| 1993 | Pedro Delgado            | Laudelino Cubino            | Laurent Dufaux           |
| 1994 | Stefano Della Santa      | Laurent Dufaux              | Andrew Hampsten          |
| 1995 | Francesco Frattini       | Alex Zülle                  | Aitor Garmendia          |
| 1996 | Alex Zülle               | Íñigo Cuesta                | Francesco Casagrande     |
| 1997 | Juan Carlos Domínguez    | Alex Zülle                  | Vjačeslav Ekimov         |
| 1998 | Michael Boogerd          | Laurent Jalabert            | Alex Zülle               |
| 1999 | Laurent Jalabert         | Michael Boogerd             | Wladimir Belli           |
| 2000 | Laurent Jalabert         | Javier Pascual Rodríguez    | Giuseppe Di Grande       |
| 2001 | Michael Boogerd          | Danilo Di Luca              | Manuel Beltrán           |
| 2002 | Juan Miguel Mercado      | Giuseppe Guerini            | Serhij Hončar            |
| 2003 | Dario Frigo              | Josep Jufré                 | David Latasa             |
| 2004 | Joaquim Rodríguez        | Miguel Á. Martín Perdiguero | Josep Jufré              |
| 2005 | Alberto Contador         | David Bernabéu              | Peio Arreitunandia       |